# Эйснер, Жюльенн
Жюльенн Мари Луиз Симар, после замужества Эйснер (фр. Julienne Marie Louise Simar (Aisner); 30 декабря 1899, Англюр — 15 февраля 1947, Париж) — французская разведчица, агент Управления специальных операций и деятельница французского Движения Сопротивления.

## Биография
Родилась в Англюре (близ Труа). В 1924 году вышла замуж за лейтенанта морской пехоты США М. Лаулера (в браке родился сын), с ним жила в США, Ливане и Французском Вьетнаме (в 1927 году муж умер). В 1933 году вернулась во Францию, где работала сценаристкой на киностудии. В 1935 году во второй раз вышла замуж за Роберта Эйснера, но в 1941 году развелась.
Друг её бывшего мужа, Анри Дерикур, в феврале 1943 года завербовал Жюльенн в британское Управление специальных операций. Основу обязанностей Жюльенн составлял поиск и обустройство конспиративных квартир для агентов Управления. К апрелю 1943 года ситуация во Франции изменилась, и Дерикур увёз Жюльенн в Англию на самолёте. Там она продолжила работать в Женской транспортной службе (позднее Сестринский йоменский корпус первой медицинской помощи). По окончании курсов обучения на самолёте Westland Lysander она была десантирована с Верой Лай во Франции  в ночь с 14 на 15 мая 1943.
Соратниками Жюльенн были не только Анри Дерикур, но и Морис Реми Клеман и оператор беспроводной связи Андре Уатт, а сама она выполняла обязанности для сети «Фарье». 6 апреля 1944 Жюльенн вернулась в Англию с Жаном Беснаром. 8 сентября 1945 Эйснер и Беснар поженились.
В начале 1947 года Жюльенн Эйснер умерла от рака груди.